# Прозрачное общество

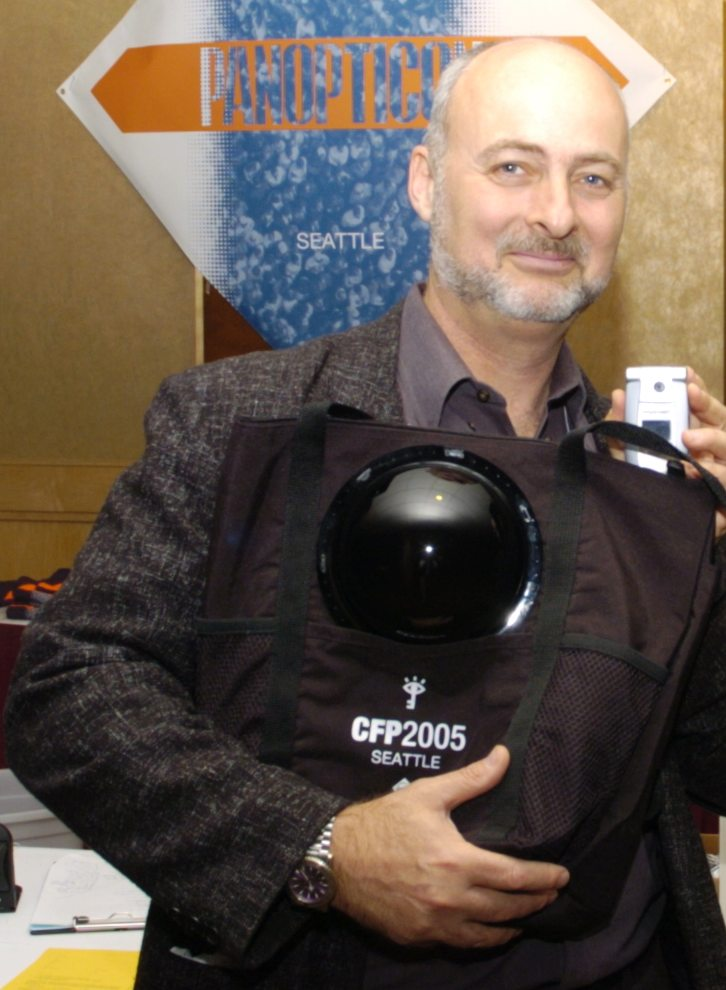
Дэвид Брин демонстрирует камеру наблюдения «maybecamera» на конференции Ассоциации вычислительной техники(ACM’s) CFP где это средство наблюдения было предоставлено каждому участнику. Брин выступал со вступительным словом на дискуссии «обратный паноптикум».

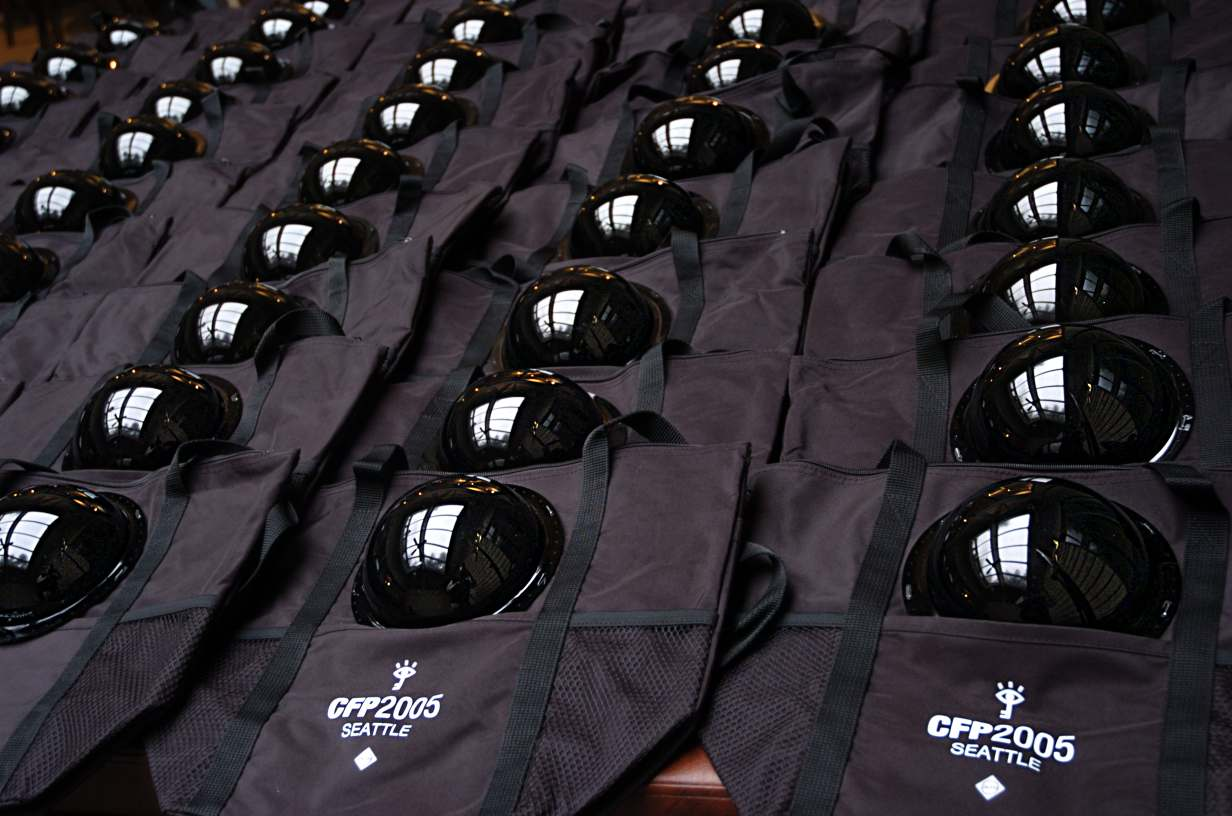
Устройства обратного наблюдения на конференции ACM CFP 2005

«Прозрачное общество» — книга в жанре нон-фикшн писателя-фантаста Дэвида Брина, в которой он прогнозирует общественную прозрачность и некоторую степень эрозии неприкосновенности частной жизни (приватности, англ. privacy), так как она будет достигнута за счет удешевления средств наблюдения, связи и хранения и обработки данных.
Дэвид Брин предлагает новые институты и практики, которые, по его убеждению, предоставят новые выгоды и возможности, которые смогут компенсировать потерю приватности. Работа вышла в свет в виде журнальной публикации в журнале Wired в конце 1996. В 2008, эксперт по безопасности Брюс Шнайер назвал концепцию прозрачного общества «мифом» (эту характеристику Брин позже опроверг), утверждая, что она не учитывает различные уровни полномочий или власти относительно доступа к информации (англ. Information access).

## Содержание
Брин утверждает, что базовый уровень приватности, защищающий наиболее интимную часть нашей жизни, может быть сохранен, несмотря на быстрый технологический прогресс камер наблюдения, которые становятся все меньше и меньше, все дешевле, все распространение, прогрессируя со скоростью, превышающей Закон Мура. Он считает, что базовая неприкосновенность частной жизни может быть сохранена просто потому, что люди глубоко в ней нуждаются. Исходя из этого, Брин, объясняет, что «…главным вопросом, в том, является ли человек дееспособным, независимым и осведомленным в такой степени, чтобы добиваться своих базовых желаний.»
Это означает, что люди должны обладать не только правами, но возможностями их реализовывать, а также способностью определять, когда их права нарушаются. По иронии, такое возможно лишь в мире, который является прозрачным, насколько это возможно. Мире, в котором граждане знают практически все о том, что происходит практически в любое время. Это является единственным условием, при котором граждане будут иметь возможность выявить нарушителей их свобод и неприкосновенности частной жизни. Неприкосновенность частной жизни возможна только при условии, что права и свободы (в том числе право на знание) уже обеспечены.
Таким образом, Брин характеризует приватность, как «производное право», которое проистекает из более базовых прав, таких как право знать и право говорить. Он признает, что такой открытый мир будет казаться более требовательным и напрягающим; ожидается, что людям придется находить решения, уравновешивающие приватность и знание. Возникнет желание издать законы, ограничивающие возможности власти к наблюдению, обеспечивая их деятельность в направлении защиты приватности комфортной иллюзии приватности. В противоположность этому, в прозрачном обществе будет разрушена эта иллюзия благодаря тому, что каждый может получить доступ к подавляющему большинству доступной информации.
Брин считает, что обществу будет полезно, если полномочия по наблюдению будут разделены с гражданами, позволяя так называемое обратное наблюдение (англ. Sousveillance) и давая обществу возможность наблюдать за наблюдателями. Согласно Брину, это просто продолжает направление, о котором говорил ещё Адам Смит, Джон Локк, отцы-основатели США и философы-просветители эпохи Просвещения, которые придерживались мнения, что любая элита (будь то коммерческая, властная или аристократическая) должна испытывать сопротивление собственной власти и не существует лучшего уравнителя силы, чем знание.

## Обратная прозрачность и взаимная прозрачность
Прозрачность часто путают с равновесным наблюдением (англ. Equiveillance) (балансом между наблюдением и обратным наблюдением). Этот баланс (равновесие) позволяет частным лицам выстраивать свою собственную систему доказательств, собранных ими самими, в отличие от расчета на доступ к записям систем наблюдения, которые возможно могут содержать свидетельства против них. Таким образом, обратное наблюдение, в дополнение к прозрачности, обеспечивает контекстную целостность данных, полученных системами наблюдения. Например, постоянная запись событий собственной жизни может являться «лучшим доказательством», чем данные систем наблюдения и защищает от возможности использовать данные систем наблюдения в отрыве от контекста.
Будучи более детальным, чем просто «отрицателем приватности», Брин посвящает целую главу, обсуждая то, насколько важным является сохранение некоторого уровня приватности для большинства людей, предоставляя им возможности для интимности, обмена конфиденциальным и подготовки, в некоторой безопасности, к конкуренции. Вместе с тем, он предполагает, что в настоящее время, мы обладаем большей степенью личной неприкосновенности, чем наши предки, в частности, потому что «последние две сотни лет характеризуются открытием информационных потоков, а не их закрытием. Граждане получают больше возможностей разоблачить нарушителей своих прав и привлечь их к ответственности по сравнению с тем, как народ жил в старых деревнях, будучи во власти местного дворянства, сплетен и хулиганов».
Это может показаться, на первый взгляд, нелогичным. Но стоит понимать, что идя темной ночью по темной дороге, мы постоянно оглядываемся именно для того, чтобы иметь возможность защитить себя. Брин также указывает на рестораны, в которых социальное неодобрение ограничивает возможности людей подсматривать или подслушивать, несмотря на то, что они могут это делать. И реализация этого ограничения возможна именно потому, что все друг друга видят.
С этой точки зрения, наступающая эпоха, когда «большинство людей знает большую часть информации друг о друге большую часть времени», будет являться просто продолжением того, что уже дало нам Просвещение — свободы и неприкосновенность личной жизни. Для сравнения, Брин рассуждает об альтернативе, «когда законы о приватности будут воплощаться так, как это выгодно элитам и нам придется верить, что они за нами не наблюдают?»
Брин принимал участие в открытии панельной дискуссии в 2005 году Ассоциации вычислительной техники (ACM) на конференции «Компьютеры, свобода и приватность», где 500 устройств обратного наблюдения были предоставлены участникам для актуализации происходивших дебатов. Каждый посетитель получил носимую панорамную камеру, которая воспроизводила идею обратного (реверсивного) паноптикума.

## Использование концепции в других произведениях Брина
Брин использовал версии этой концепции в своих сочинениях.
В романе «Земля», описывается история будущего, в которой имела место война между большей частью Земли и Швейцарией, возникшая из за того, что Швейцария позволяла поколениям клептократов укрывать свои награбленные богатства в швейцарских банках. Война привела к отмене банковской тайны и разрушению Швейцарии, как нации. Также в будущем все более распространенной практикой являлось ношение пожилыми пенсионерами специальных очков, снабженных видеокамерами и системами связи.
Его роман «Люди из печи» описывает будущее, в котором камеры распространены повсюду и каждый может получить доступ к публичным камерам бесплатно и к частным — за деньги.

### Обзоры
- Gross, Neil (1998). Everyone Is Living in a Fishbowl. BusinessWeek. The McGraw-Hill Companies. Дата обращения: 14 марта 2008.
- Frye, Curtis D. (1998). Review of The Transparent Society. Technology & Society Book Reviews. Curtis D. Frye. Дата обращения: 14 марта 2008.
- Finnern, Mark (15 августа 2004). Transparent Society Update. Acceleration Studies Foundation Future Salon blog. Дата обращения: 14 марта 2008.